# Frichs
Frichs Maskinfabrik og Kedelsmedie A/S var en lokomotiv- og maskinfabrik i Aarhus-bydelen Åbyhøj. Fabrikken laver i dag primært motorer og turbiner og er baseret i Horsens.
Frichs fremstillede dampkedler, dampmaskiner, jernkonstruktioner, kraner, lokomotiver og støbegods. Firmaet blev grundlagt af ingeniør Søren Frich i 1854 og blev et aktieselskab 1912. I starten producerede fabrikken redskaber til landbruget og materiel til nyanlagte jernbaner og statsbanernes centralværksted, men også kedelanlæg og dampmaskiner til møller og mindre industrianlæg. Fabrikken lå i starten i krydset Sønder Allé og Søndergade. 
Fra 1914 til 1977 blev en meget stor del af trækkraften ved de danske jernbaner leveret af Frichs. Fabrikken byggede både små og store damplokomotiver, blandt andet litra F, H, S, D, R, Q og E til DSB. Men det var især for dieseltrækkraften, at fabrikken blev kendt. Fra 1920 havde firmaet en stor eksport af diesellokomotiver, og Frichs fremstillede blandt andet DSBs talrige MO-motorvogne og MH-lokomotiver, de herostratisk berømte MY 1201 og 1202-lokomotiver og flere lokomotiver til privatbanerne. Også elektrisk trækkraft fremstilledes i form af motorvogne til DSB's 1. og 2. generations S-tog, til hvilke Scandia i Randers sideløbende leverede de tilhørende styre- og mellemvogne.
Frichs lukkede sin togproduktion i 1977, men mange veteranklubber har den dag i dag stor gavn af Frichs som leverandør af reservedele til de gamle maskiner.
Frichs A/S er stadigvæk en levende og innovativ virksomhed. Frichs udvikler bl.a. kraftvarmeværkenheder (CHP), som producerer kraftvarme på baggrund af f.eks. biomasser. Nogle af de gamle maskiner er ligeledes blevet modificeret og bruges nu til test af forskellige brændsler i bioregiet.